# 黄锦朝
黄锦朝（1956年—），浙江龙游县人，汉族，中华人民共和国政治人物、第十二届全国人民代表大会浙江地区代表。
毕业于中央党校政治经济学专业，加入中国共产党。2013年，被选为全国人大代表。
现任浙江省金华市人大常委会主任。